# غازي خسرو بك
غازي خسرو بك أو غازي خسروف بك (بالتركية: Gazi Hüsrev Bey)‏(1480م-1541م) هو أشهر حكام البوسنة والهرسك قاطبة وباني سراييفو الحديثة كما أنه الوحيد في حكام البوسنة الذي أثّر أوروپياً وكان لسيرته صدى إقليمي.
غازي خسرو بك، الذي يعتبر المؤسس الثاني لسراييفو بعد عيسى بك، كان له أعمال بناء لعبت دورًا مهمًا في انتشار الإسلام في سراييفو وضواحيها. المجمع الذي بناه خدم المجتمع لعدة قرون. يوجد اليوم العديد من الأعمال في مكتبة هذا المجمع الاجتماعي.
قضى غازي خسرو بك حياته في نشر الإسلام.

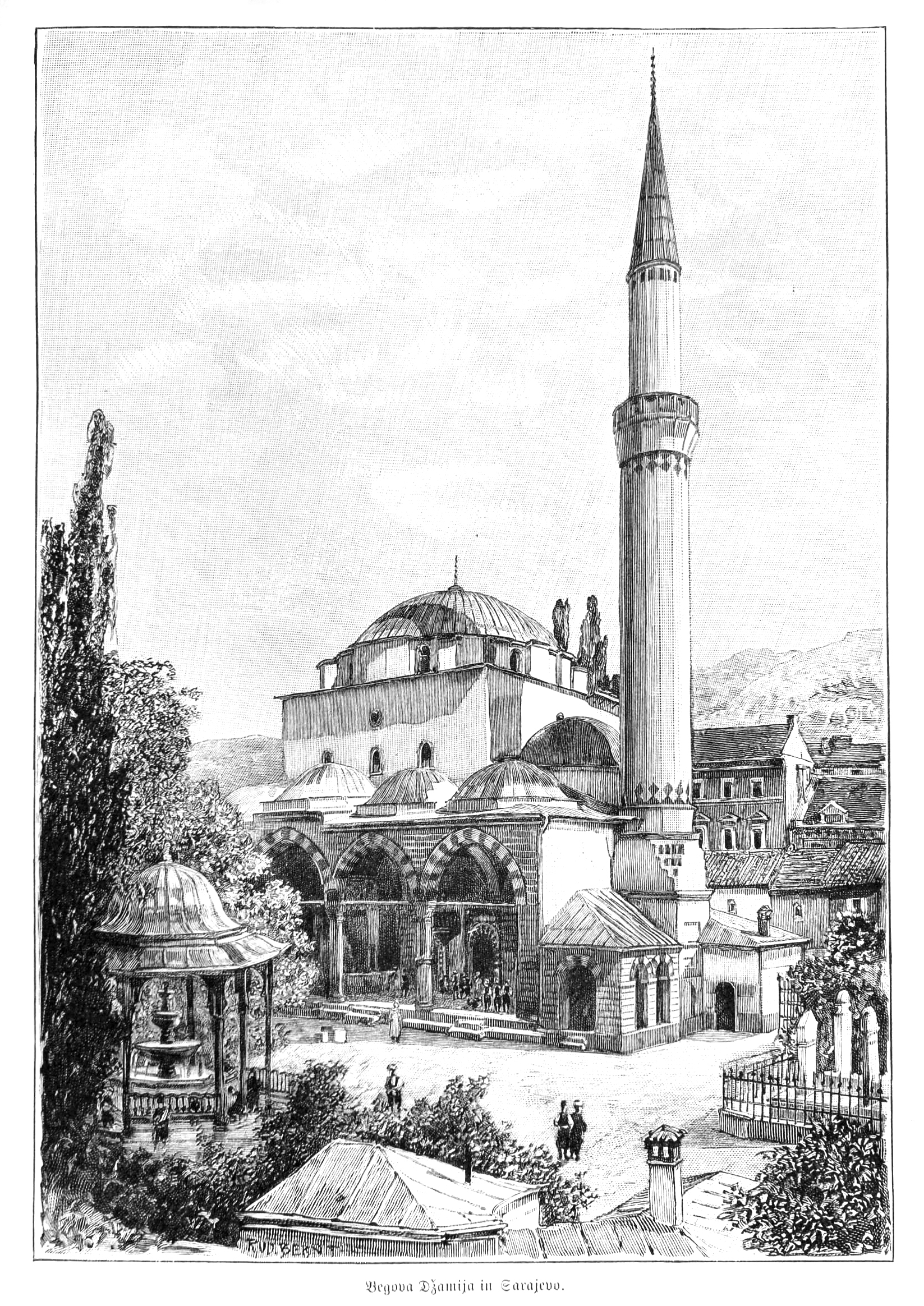
جامع الغازي خسرو بك بسراييفو عام 1900م.

## النشأة المبكرة
ولد غازي خسرو بك في إحدى المناطق اليونانية لأب بوسني وهو فرهاد بك من سلالة عائلة (تومافاتش) الذين كانوا ملوكاً على منطقة البلقان قبل الفتح الإسلامي وأمه هي الأميرة سالجكا بنت السلطان العثماني بايزيد الثاني.
وقد استشهد والده أثناء معركة تذكر في المراجع البوسنية باسم (معركة عدن) وتوفيت والدته أثناء زيارة لها إلى إسطنبول ودفنت بجوار والدها ونشأ الأمير غازي تحت نظر خاله السلطان أي أنه كان حفيد السلطان العثماني وابن اخت السلطان العثماني مما أعطاه نوعاً من القدرة على صنع القرار والتصرف في سراييفو دون العودة إلى السلطة المركزية في اسطنبول.
ومن المعروف أنه بعد وفاة والده ورث مزرعة كبيرة في سيرس (بالتركية: Serez)‏ واستقر في إسطنبول مع والدته. 

## الحروب والغزوات
قام غازي خسرو بك بإنشاء جيش قوي في البوسنة والهرسك يتبع للإمبراطورية العثمانية وفتح به الكثير من المناطق التابعة لبلغاريا والمجر وعندما أصبح ابن خاله سليمان القانوني هو السلطان العثماني أعطى الأمير غازي المزيد من الثقة مما جعله أقوى وأكثر استقلالاً في اتخاذ القرارات ومن أهم الغزوات التي قادها بنفسه:
| اسم المعركة  | الموقع       | العام |
| ------------ | ------------ | ----- |
| فتح بلغراد   | مملكة الصرب  | 1527  |
| معركة مهتاشا | كرواتيا      | 1513  |
| حصار فيينا   | مملكة النمسا | 1529  |

شارك في حملة بلغراد للسلطان سليمان الأول وفتح قلعة زيمون. بعد فتح بلغراد، استمرت الغارات العثمانية في المجر وكرواتيا وترانسيلفانيا ودالماسية.
وشارك الغازي خسرو بك مع سنان بك وبالي بك بن يحيى پاشا في هذه الفتوحات التي استمرت حتى معركة موهاكس التي وقف فيها في الخلف كوحدة احتياطية مع القوات التي تحت قيادته. وبعد الحرب، استولى على العديد من القلاع ذات الأهمية الاستراتيجية، بما في ذلك قلعة أوبروفاتش. تم تعيين غازي خسرو بك، الذي أصبح والي سنجق سمندرية (Semendire) في عام 1534م، في سراييفو مرة أخرى بعد عامين.
في عام 1537م، فتح سولين وكيليس والعديد من القلاع الأخرى في المناطق النائية في سبليت، والتي كانت مملوكة لأهل البندقية وتنتمي اليوم إلى جمهورية كرواتيا.
في عام 1539م، استولى خير الدين باشا بربروسا من البحر وغازي خسرو بك من الأرض على قلعة كاستلنوفي في المناطق النائية من سبليت على ساحل البحر الأدرياتيكي.
شارك باستمرار في حركة الجهاد على الحدود بقوته التي يبلغ عددها حوالي 10 آلاف جندي تحت إمرته. إلا أن خسرو بك لم يمتنع عن تطوير سراييفو التي كانت تحت إدارته. وكان له في المدينة العديد من المساجد والمساجد والمدارس والأسواق والجسور منها مدرسة غازي خسرو بك، المعروفة أيضًا باسم مدرسة كورشونلو، والتي كانت بمثابة مركز للعلوم والثقافة لسنوات.
بينما كان غازي خسرو بك يشغل منصب والي السنجق في البوسنة، شارك في بعض حملات السلطان سليمان القانوني وأظهر نجاحًا كبيرًا في معركة موهاكس. وقام بتوسيع حدود سنجقه بالفتوحات التي قام بها في منطقة البوسنة.

## إعمار سراييفو

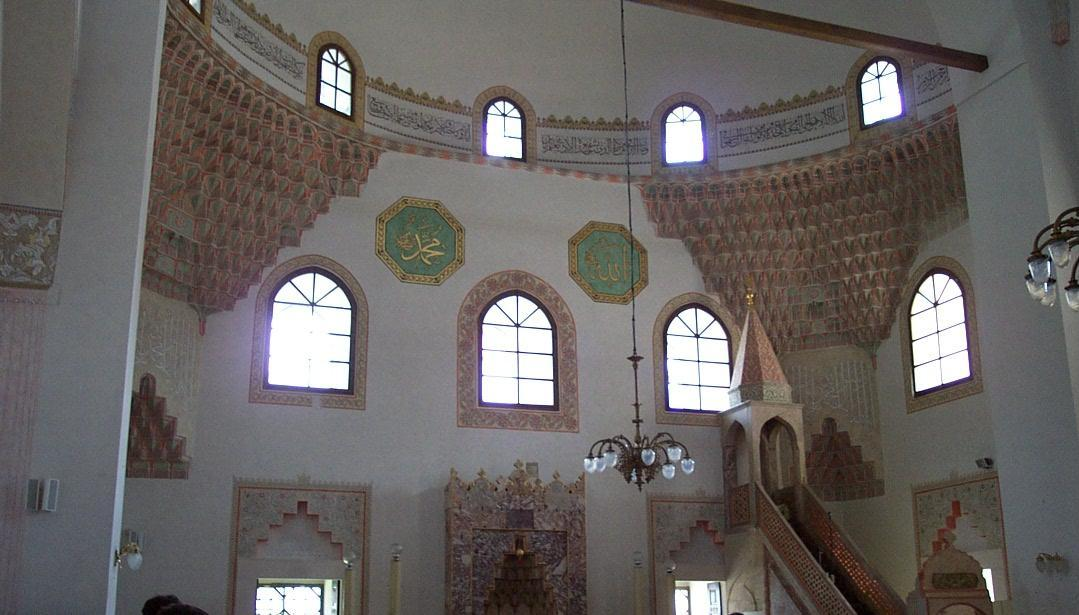
جامع الغازي خسرو بك بسراييفو من الداخل.

قام الأمير غازي بإعادة بناء مدينة سراييفو بشكلها الحالي وقد استلهم فيه نظام البناء في أغلب المدن الإسلامية كما أسس العديد من المشاريع الضخمة في مدينة سراييفو التي كانت عاصمة لولايته وأهمها:
1. جامع غازي خسرو الكبير
2. السوق الخيري والأوقاف
3. مكتبة غازي خسرو للمخطوطات والكتب الإسلامية
4. المدرسة الإسلامية ومدرسة القرآن الكريم
5. برج الساعة
6. سبيل الماء الخيري
7. البنى التحتية في مدينة سراييفو

ولازالت هذه الآثار جميعها قائمةً إلى اليوم وإن تأثر بعضها بسبب الحرب مع الصرب في البوسنة

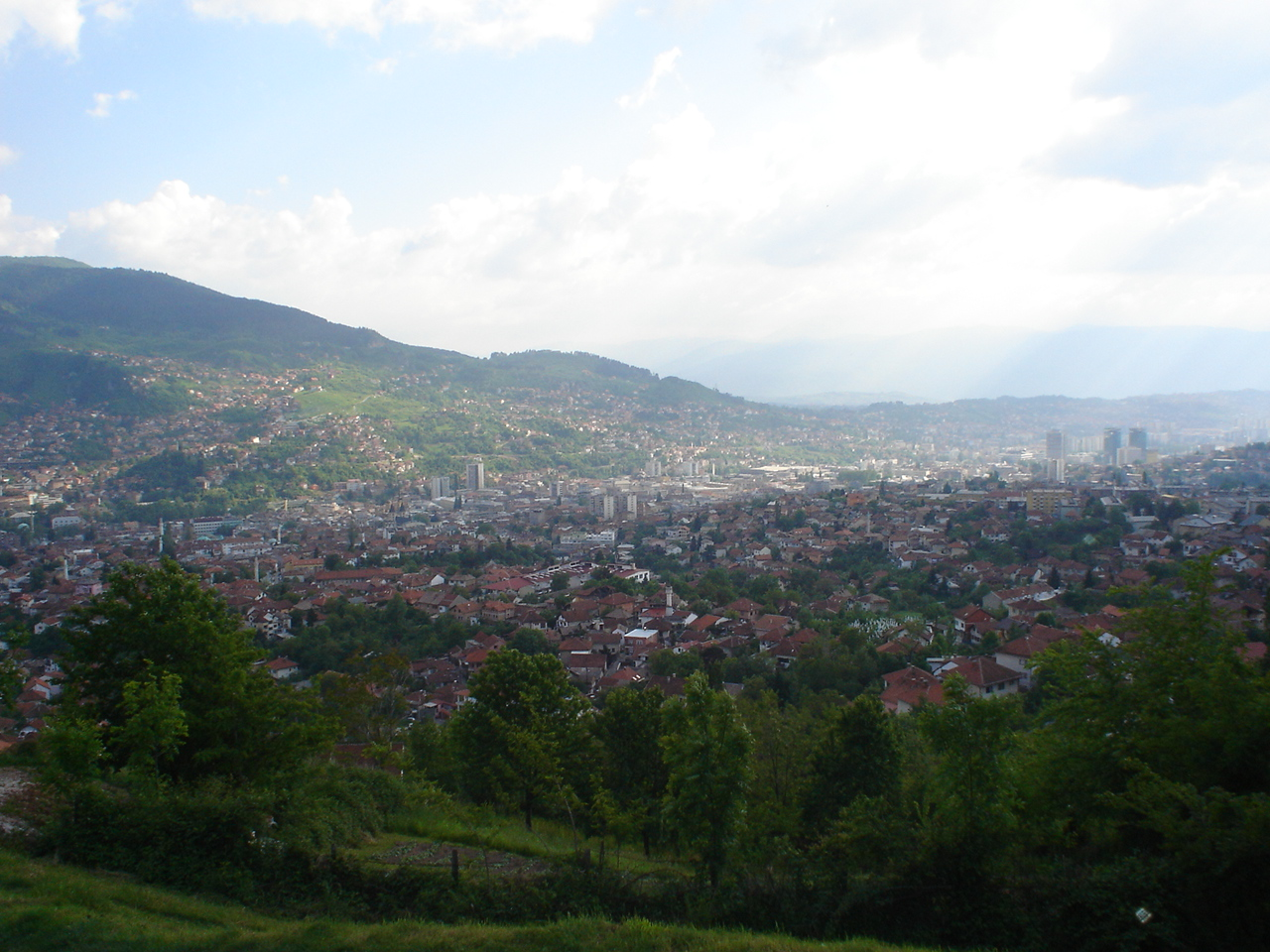
سراييفو حالياً ويظهر في الوادي مسجد غازي الكبير.

## وفاته
توفي «خسرو بك» الذي خدم كسنجق بك (حاكم) البوسنة 17 عامًا، في قرية موكرو أثناء قمع التمرد الصربي في مدينة دروبنجاسي بعد اصابته في منطقة الجبل الأسود (قره داغ) في 18 يونيو 1541م.
تم نقل أعضائه الداخلية إلى موقع في الجبل الأسود، والذي لا يزال يسمى "تل خوجة" إلى اليوم، وتم نقل جثمانه إلى سراييفو والصلاة عليه ودفنه في باحة مسجده الكبير «مسجد خسرو بك»، ولازال ضريحه هناك حتى اليوم.
تذكر المراجع أن «خسرو بك» لم يتزوج ولم يُعقب لانشغاله بالمعارك والتعمير حتى استحق لقب «الغازي» لكثرة فتوحاته، وعندما فتحت شقيقته الوحيدة «نصل شاه» وصيّته وجدته أوصى بوقف جميع أمواله وممتلكاته على أعمال الخير مع أنه كان في حياته قد أسس أكثر من ثلاثمئةٍ وستين وقفاً مختلفاً ما بين جامعٍ ومسجدٍ ومدرسةٍ وسبيل ماءٍ وغيرها، لكن أهمها على الإطلاق «مسجد خسرو بك» المسجد الجامع في سراييفو عاصمة البوسنة (البوشناق)، والذي يقال أن أوقافه بلغت أكبر وقفٍ إسلامي في التاريخ، منها على سبيل المثال لا الحصر مساحات شاسعة من الغابات.

## الجهود العربية في إعادة الترميم
كان هناك عدة جهود من مؤسسات ثقافية وإنسانية دولية وإسلامية وعربية لإعادة إعمار سراييفو إلا أن الجزء الخاص بمنجزات الأمير غازي خسرو بك كان الأكثر جذباً للجهات العربية المانحة فقد قامت المملكة العربية السعودية ممثلة في الهيئة السعودية العليا في البوسنة بإعادة ترميم وإعمار مسجد غازي خسرو بك الكبير كما قامت دولة قطر بإعادة افتتاح وتعمير المكتبة الإسلامية وقد فوجئت الأوساط العربية الثقافية بكم المخطوطات العربية القديمة التي كان الأمير يحتفظ بها في صناديق مختلفة منها مخطوطات نادرة لا تتوافر في الأقطار العربية.

## وصلات خارجية
- بوابة البوسنة والهرسك باللغة العربية
- مدرسة ومكتبة غازي خسرو بك الوقفية في بوابة البوسنة والهرسك باللغة العربية
- جامع غازي خسرو بك في بوابة البوسنة والهرسك باللغة العربية